# Tête colossale olmèque

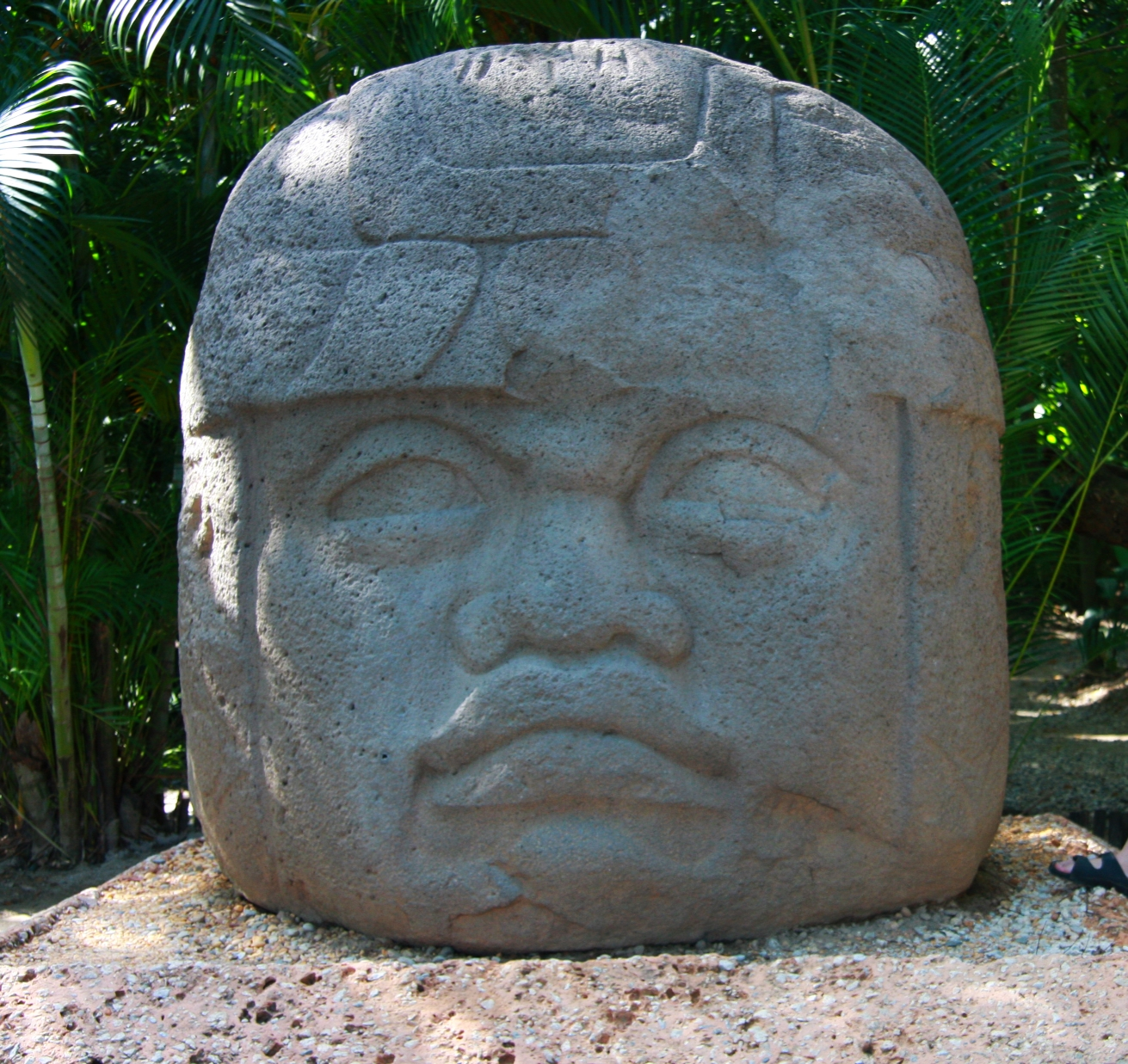
Tête colossale olmèque : monument 1 du site archéologique de La Venta.

Les têtes colossales olmèques sont des sculptures monolithiques représentant des têtes humaines en ronde-bosse de grande taille. Taillées dans des rochers en basalte, elles datent au moins de 900 av. J.-C. et sont représentatives de la civilisation olmèque en Mésoamérique. Des 17 têtes colossales connues, toutes représentent des hommes d'âge mûr avec des joues bien en chair, un nez plat et un léger strabisme. Chacune des statues comporte une coiffe distinctive. L'arrière des monuments est souvent plat. Les rochers proviennent des montagnes de la Sierra de los Tuxtlas de Veracruz ; comme les pierres utilisées pour la production des statues ont été transportées sur de grandes distances, nécessitant beaucoup de ressources et d'efforts humains, on pense que ces monuments sont les portraits de dirigeants olmèques puissants. Les têtes sont arrangées en lignes ou groupes sur des centres olmèques majeurs, mais la méthode et la logistique de leur transport sur ces sites restent peu claires.
La datation des monuments reste difficile car plusieurs ont été déplacés de leur contexte original avant leur étude archéologique. La plupart datent du début de l'époque préclassique (1500 à 1000 av. J.-C.), certaines du milieu de cette époque (1000 à 400 av. J.-C.). La plus petite pèse 6 t, la plus grande entre 40 et 50 t, mais elle a été abandonnée, non terminée, près de la source de sa pierre.
La découverte d'une tête colossale à Tres Zapotes au XIXe siècle incite aux premières études archéologiques de la culture olmèque par Matthew Stirling en 1938. On connait 17 exemplaires confirmés de têtes, provenant de quatre sites le long de la côte du golfe du Mexique. La plupart sont sculptées à partir de rochers ronds mais deux têtes à San Lorenzo sont resculptées à partir de trônes de pierre massifs. Un dernier monument, à Takalik Abaj au Guatemala, est un trône qui pourrait avoir été sculpté dans une tête colossale, le seul exemple connu en dehors de la zone métropolitaine olmèque.

## Description

### Contexte

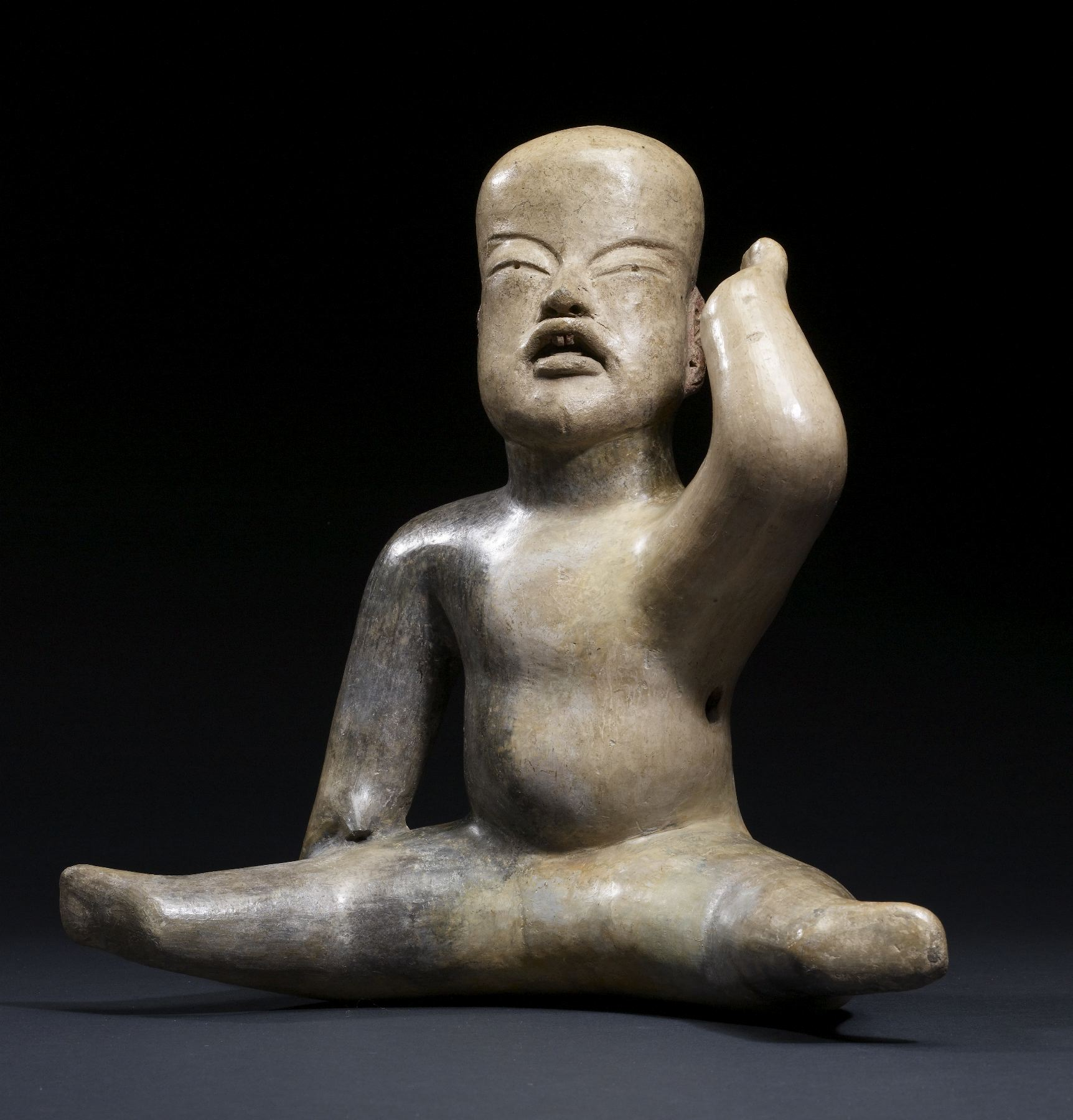
Art olmèque : poterie d'une « figure infantile », un type courant et distinctement olmèque.

La civilisation olmèque se développe dans les basses terres du sud-est du Mexique entre 1500 et 400 av. J.-C. La zone métropolitaine olmèque se situe sur le côte du golfe du Mexique sur les États mexicains actuels de Veracruz et Tabasco, une zone mesure environ 275 km d'est en ouest et s'étendant jusqu'à 100 km de la côte,. On considère les Olmèques comme la première civilisation à se développer en Mésoamérique et le cœur de leur pays comme l'un des six berceaux de civilisation au monde (avec la culture de Chavín en Amérique du Sud, la culture Shang en Chine, la civilisation de l'Indus en Asie du sud, celle de l'Égypte antique et celle de Sumer en Irak). Des six, la civilisation olmèque est la seule à se développer dans un contexte de forêt tropicale humide.
Les Olmèques sont les premiers habitants d'Amérique à avoir une architecture monumentale et à s'installer dans des villes. Ils sont également le premier peuple d'Amérique à développer un style de sculpture sur pierre sophistiqué. Les premiers exemples de hiéroglyphes olmèques datent d'environ 650 av. J.-C. Des caractères olmèques ont été retrouvés sur des rouleaux et des objets en pierre ; les textes sont courts et ont été partiellement déchiffrés grâce à leur similarité avec d'autres écriture mésoaméricaines. Des preuves d'une société complexe se développant dans la zone métropolitaine olmèque ont conduit à qualifier ceux-ci de « culture mère » de Mésoamérique, mais ce concept reste controversé.
Certains dirigeants olmèques semblent avoir eu des fonctions religieuses. La Venta succède à la cité de San Lorenzo comme centre principal de la civilisation vers 900 av. J.-C., Tres Zapotes et Laguna de los Cerros partageant peut-être ce rôle ; les autres centres urbains sont nettement moins significatifs. La nature et le degré de contrôle que ces centres exercent sur une population rurale dispersée demeurent peu clairs. Des objets d'art, clairement destinés à une élite, subsistent sous plusieurs formes, dont des figurines et des sculptures plus grandes. Les figurines ont été découvertes en grand nombre et sont principalement en poterie ; on suppose qu'elles étaient largement accessibles à la population. Des « masques olmèques » en pierre ont été également découverts, appelés ainsi car aucun n'a encore été excavé dans des circonstances permettant une identification archéologique correcte d'un contexte olmèque. Ces masques présentent à la fois des similitudes et des différences avec les têtes colossales. Les deux-tiers des sculptures monumentales olmèques représentent des êtres humains, un thème partagé par les têtes colossales,.

### Datation
Les têtes colossales ne peuvent pas être datées avec précision. Toutefois, les têtes de San Lorenzo sont enterrées dès 900 av. J.-C., leur fabrication et utilisation étant donc antérieures. Les têtes de Tres Zapotes ont été déplacées de leur lieu d'origine avant d'être étudiées par des archéologues et celles de La Venta ont été trouvées partiellement exposées sur un sol moderne. La période de production des têtes est donc inconnue, qu'elle ait duré un siècle ou un millénaire. On estime toutefois qu'elles ont été fabriquées sur une période de temps de 50 à 200 ans,. Les têtes de San Lorenzo seraient les plus anciennes. Toutes dateraient de l'époque préclassique de la Mésoamérique, principalement du début de cette époque (1500 à 1000 av. J.-C.), bien que deux têtes de Tres Zapotes et la tête de La Cobata soient attribuées au milieu de cette époque (1000 à 400 av. J.-C.).

### Caractéristiques
Les têtes colossales varient en hauteur de 1,47 à 3,4 m et pèsent entre 6 et 50 t. Elles représentent toutes des hommes d'âge mur avec des joues bien en chair, un nez épaté et de grosses lèvres ; leur visage carré possède des mâchoires puissantes ; leurs yeux en amande ont tendance à posséder un léger strabisme. Leurs caractéristiques physiques générales correspondent à un type qui est toujours commun parmi les habitants de la région. L'arrière des têtes est souvent plat, comme si les monuments étaient à l'origine placés contre un mur. Toutes portent un casque. Chacune de ces coiffes est individualisée, même si elles ont toutes un air de ressemblance. L'expression des visages est également individualisée : sévère, maussade, souriante, etc., bien qu'il s'agisse là d'appréciations tout à fait subjectives.
Les portraits des hommes sont réalistes et non idéalisés. Il est probable qu'il s'agit de portrait de dirigeants vivants (ou récemment décédés) connus des sculpteurs. Des exemples de sculptures en bois retrouvées à El Manatí indiquent que les Olmèques ont probablement créé bien plus de sculptures dans des matériaux périssables que dans la pierre.
Bien que les têtes soient similaires, elles comportent des différences stylistiques dans leur exécution. L'une des têtes de San Lorenzo porte des traces de stuc et de peinture rouge, suggérant que ces monuments pourraient avoir été brillamment décorés à l'origine.

### Fabrication
La production de chaque tête colossale est probablement planifiée minutieusement, compte tenu des efforts nécessaires pour s'assurer des ressources nécessaires ; il semble probable que seuls les dirigeants olmèques les plus puissants sont capables de les mobiliser. La main d'œuvre nécessite des sculpteurs, des ouvriers, des contremaîtres, des bateliers et divers artisans pour produire les outils, fabriquer et déplacer les monuments, sans compter les moyens de les nourrir et de les soigner. Les cycles saisonniers et agricoles, ainsi que le niveau des rivières, doivent être pris en compte et le projet peut parfaitement avoir pris des années à se réaliser.
L'étude des ateliers de basalte olmèques suggère que les têtes colossales sont d'abord grossièrement façonnées par percussion directe. Les sculptures sont ensuite affinées en retouchant leur surface à l'aide de percuteurs, généralement des pavés arrondis du même basalte que les monuments. Des abrasifs ont été trouvés en association avec les ateliers à San Lorenzo, pointant vers leur usage dans la finition des détails. Les têtes colossales sont conçues en ronde-bosse avec des degrés divers de relief sur le même ouvrage : généralement, des reliefs plus hauts sur le visage et plus bas sur les oreilles et les coiffures. Le monument 20 de San Lorenzo est un trône fortement endommagé dont une figure émerge d'une niche. Ses côtés sont cassés et le trône a été déplacé avant d'être abandonné. Il est possible que ces dégâts aient été provoqués par les étapes initiales d'une transformation du trône en tête colossale, mais le travail n'a pas été terminé.
Les 17 têtes olmèques connues sont sculptées dans du basalte provenant des montagnes de la Sierra de los Tuxtlas de Veracruz. Ces rochers se situent dans une zone atteinte par des lahars importants qui ont transporté des blocs de pierre conséquents le long des pentes, ce qui suggère que les Olmèques n'ont pas à extraire le matériau pour les têtes. Des rochers grossièrement sphériques sont sélectionnés pour ressembler à la forme d'une tête humaine,. Les pierres des têtes de San Lorenzo et La Venta sont transportées sur une distance considérable depuis la source. La tête de La Cobata est trouvée sur la colline d'El Vigia dans la Sierra de los Tuxtlas (ce qui plaide en faveur de la thèse de Caterina Magni qu'il s'agit d'un monument inachevé) et la pierre des monuments A et Q de Tres Zapotes provient de la même colline.
Les rochers sont transportés sur plus de 150 km. On ignore la méthode de transport exacte, les Olmèques ne disposant en outre pas de bêtes de somme ni de roues fonctionnelles, et il est probable qu'ils ont utilisé un transport par voie d'eau dès que possible, profitant du réseau hydrographique très dense dans la côte du Golfe. Le terrain de la région oppose des obstacles significatifs, comme des marais et des plaines d'inondation ; les éviter nécessite de traverser une région de collines. La construction de chaussées temporaires à l'aide de la terre des plaines d'inondation pourrait permettre une route directe vers le plateau de San Lorenzo Plateau. Des structures en terre (monticules, plateformes et chaussées) sur ce plateau démontrent que les Olmèques disposait du savoir-faire nécessaire à de telles constructions.
L'arrière plat de plusieurs têtes colossales correspond au socle plat des trônes monumentaux à partir desquels elles sont retravaillées. Seules quatre des dix-sept têtes connues n'en possèdent pas, indiquant que la plupart sont des monuments resculptés. Alternativement, l'arrière pourrait être aplati pour faciliter leur transport.

### Découvertes
À l'époque moderne, la première tête colossale, le monument A de Tres Zapotes, est découverte en 1862 par un paysan de Veracruz et est décrite par l'explorateur mexicain José Maria Melgar y Serrano. Il s'agit du premier artéfact olmèque découvert, la civilisation n'étant reconnue comme telle que dans les années 1930. Melgar y Serrano lui trouve une apparence « éthiopienne ».
Le dernier monument découvert est la tête no 10 de San Lorenzo, mis au jour en 1994 par une équipe mexicaine dirigée par Ann Cyphers.

### Hypothèses
À côté d'un petit nombre d'éléments avérés, comme souvent en olmécologie, une grande partie de la littérature sur les têtes colossales consiste en hypothèses, à propos desquelles le consensus est plus ou moins grand. Le corpus des têtes colossales est extrêmement réduit : très exactement dix-sept. On peut donc légitimement se demander s'il s'agit d'un échantillonnage représentatif de ce type de monuments, ce qui incite à la plus grande prudence.
Le sens des têtes colossales n'est pas connu. Actuellement, l'hypothèse la plus courante est qu'il s'agit de portraits, sans doute de dirigeants olmèques. L'individualité remarquable de chaque tête, qu'il s'agisse des traits du visage ou de la coiffe, plaide en faveur de cette théorie.
Selon une autre hypothèse, les têtes représentent des joueurs de balle, ce que leur coiffure pourrait éventuellement suggérer. Le jeu de balle est un phénomène omniprésent en Mésoamérique. On a même pensé qu'il s'agit de joueurs de balle décapités ; la tête de La Cobata, dont les yeux semblent clos, est à l'origine de cette hypothèse que Caterina Magni réfute toutefois de manière convaincante.
Deux des têtes de San Lorenzo ont indubitablement été recyclées à partir d'autels/trônes. Il est possible que ce soit le cas de beaucoup de têtes, ce qui inclut les têtes dans le phénomène de « mutilation » des monuments olmèques. Une hypothèse fort répandue l'explique par une invasion ou une révolution. Les trônes mutilés seraient des monuments en voie d'être recyclés en têtes colossales. La découverte récente d'un atelier de recyclage à San Lorenzo va dans ce sens.
On ignore également si les têtes sont sculptées du vivant de l'individu ou après sa mort. Trois des têtes de La Venta formaient une rangée, au nord du complexe C, qui semble être la partie « funéraire » du site. David C. Grove pense qu'il s'agit de portraits d'« ancêtres », bien qu'à San Lorenzo le contexte archéologique soit moins clair qu'à La Venta.
À la fin du XIXe siècle, José Melgar y Serrano décrit l'apparence de la première tête colossale comme « éthiopienne ». Les spéculations sur une origine africaine des Olmèques refont surface en 1960 dans les travaux d'Alfonso Medellín Zenil et dans les années 1970 avec les écrits d'Ivan Van Sertima,. Ces spéculations ne sont pas prises au sérieux par les historiens comme Richard Diehl ou Ann Cyphers,. 
En 2020, Ann Cyphers et ses collaborateurs ont réalisé des analyses ADN sur 300 squelettes issus de sépultures retrouvées sur des sites olmèques et démontré que les Olmèques étaient bien d'origine mésoaméricaine et non africaine.

## Monuments connus

### Généralités

Carte de la zone métropolitaine olmèque. La Sierra de los Tuxtlas est indiquée sous le nom de « Tuxtla Mountains ».

La zone métropolitaine olmèque compte dix-sept têtes colossales confirmées, sculptées dans des blocs de basalte, :
- dix sur le site de San Lorenzo ;
- quatre à La Venta ;
- deux à Tres Zapotes ;
- une à La Cobata.

Des fragments possibles d'autres têtes colossales ont été retrouvés à San Lorenzo et San Fernando. À Takalik Abaj au Guatemala, le monument 23, un trône, pourrait avoir été sculpté dans une tête colossale, ce qui constituerait le seul exemple connu en dehors de la zone métropolitaine olmèque,.
Le tableau suivant résume les caractéristiques des dix-sept têtes colossales connues :
| Statue            | Nom alternatif                    | Site         | Pays    | Subdivision | Hauteur (m) | Largeur (m) | Profondeur (m) | Poids (t) | Localisation                                      | Illus.                           |
| ----------------- | --------------------------------- | ------------ | ------- | ----------- | ----------- | ----------- | -------------- | --------- | ------------------------------------------------- | -------------------------------- |
| Tête colossale 1  | Monument 1                        | San Lorenzo  | Mexique | Veracruz    | 2,84        | 2,11        |                | 25,3      | Musée d'anthropologie (es), Xalapa                |                                  |
| Tête colossale 2  | Monument 2                        | San Lorenzo  | Mexique | Veracruz    | 2,69        | 1,83        | 1,05           | 20        | Musée national d'anthropologie, Mexico            |                                  |
| Tête colossale 3  | Monument 3                        | San Lorenzo  | Mexique | Veracruz    | 1,78        | 1,63        | 0,95           | 9,4       | Musée d'anthropologie, Xalapa                     |                                  |
| Tête colossale 4  | Monument 4                        | San Lorenzo  | Mexique | Veracruz    | 1,78        | 1,17        | 0,95           | 6         | Musée d'anthropologie, Xalapa                     |                                  |
| Tête colossale 5  | Monument 5                        | San Lorenzo  | Mexique | Veracruz    | 1,86        | 1,47        | 1,15           | 11,6      | Musée d'anthropologie, Xalapa                     |                                  |
| Tête colossale 6  | Monument 17                       | San Lorenzo  | Mexique | Veracruz    | 1,67        | 1,41        | 1,26           | 8–10      | Musée national d'anthropologie, Mexico            |                                  |
| Tête colossale 7  | Monument 53                       | San Lorenzo  | Mexique | Veracruz    | 2,7         | 1,85        | 1,35           | 18        | Musée d'anthropologie, Xalapa                     |                                  |
| Tête colossale 8  | Monument 61                       | San Lorenzo  | Mexique | Veracruz    | 2,2         | 1,65        | 1,6            | 13        | Musée d'anthropologie, Xalapa                     | Tête colossale 8 de San Lorenzo. |
| Tête colossale 9  | Monument 66                       | San Lorenzo  | Mexique | Veracruz    | 1,65        | 1,36        | 1,17           |           | Musée d'anthropologie, Xalapa                     |                                  |
| Tête colossale 10 | Monument 89                       | San Lorenzo  | Mexique | Veracruz    | 1,8         | 1,43        | 0,92           | 8         | Musée communautaire de San Lorenzo Tenochtitlán   |                                  |
| Monument 1        |                                   | La Venta     | Mexique | Tabasco     | 2,41        | 2,08        | 1,95           | 24        | Parc-Musée de la Venta, Villahermosa              | Tête colossale 1 de La Venta.    |
| Monument 2        |                                   | La Venta     | Mexique | Tabasco     | 1,63        | 1,35        | 0,98           | 11,8      | Musée régional d'anthropologie (es), Villahermosa | Tête colossale 2 de La Venta.    |
| Monument 3        |                                   | La Venta     | Mexique | Tabasco     | 1,98        | 1,6         | 1              | 12,8      | Parc-musée de la Venta, Villahermosa              |                                  |
| Monument 4        |                                   | La Venta     | Mexique | Tabasco     | 2,26        | 1,98        | 1,86           | 19,8      | Parc-musée de la Venta, Villahermosa              |                                  |
| Monument A        | Tête colossale 1                  | Tres Zapotes | Mexique | Veracruz    | 1,47        | 1,5         | 1,45           | 7,8       | Musée communautaire de Tres Zapotes               |                                  |
| Monument Q        | Tête colossale 2, tête de Nestape | Tres Zapotes | Mexique | Veracruz    | 1,45        | 1,34        | 1,26           | 8,5       | Musée régional, San Andrés Tuxtla                 |                                  |
| Tête de La Cobata |                                   | La Cobata    | Mexique | Veracruz    | 3,4         | 3           | 3              | 40        |                                                   |                                  |

### San Lorenzo
Les dix têtes colossales de San Lorenzo forment à l'origine deux lignes grossièrement parallèles du nord au sud du site,. Bien que certaines aient été retrouvées dans des ravines, elles étaient proches de leur emplacement d'origine et ont été ensevelies par l'érosion locale. Les têtes, ainsi qu'un certain nombre de trônes monumentaux en pierre, formaient probablement une route processionnelle à travers le site, mettant en évidence son histoire dynastique. Deux des têtes ont été resculptées dans des trônes plus anciens.

### La Venta
Trois des quatre têtes de la Venta ont été découvertes le long d'une ligne est-ouest dans le complexe I, au nord du site. Toutes trois étaient orientées vers le nord, à l'opposé du centre de la ville. La dernière tête a été trouvée dans le complexe B au sud de la Grande Pyramide, sur une esplanade incluant plusieurs autres sculptures. Elle a été également la première à avoir été découverte, lors d'une exploration archéologique en 1925 ; les trois autres sont restées inconnues des archéologies jusqu'à ce qu'un garçon local guide Matthew Stirling jusqu'à elles alors qu'il excavait la première tête en 1940. Elles sont situées à 0,9 km au nord de celle-ci.

### Tres Zapotes
Les deux têtes de Tres Zapotes, ainsi que celle de La Cobata,, sont stylistiquement distinctes des autres. Beatriz de la Fuente les perçoit comme une survivance régionale tardive d'une tradition plus ancienne, tandis que d'autres chercheurs avancent qu'elles ne sont qu'une variante régionale attendue dans une localité excentrée. Ces têtes sont sculptées avec des coiffes relativement simples ; leur proportions sont larges et trapues, avec des caractéristiques faciales distinctives. Les têtes de Tres Zapotes sont les plus anciens monuments de pierre connus sur le site ; la découverte de l'une d'entre elles au XIXe siècle a conduit aux premières investigations archéologiques de la culture olmèque, conduites par Matthew Stirling en 1938.

### La Cobata
La région de La Cobata est la source du basalte utilisé pour toutes les têtes colossales. La tête de La Cobata est découverte en 1970, la 15e connue. Elle a été découverte dans un col de montagne de la Sierra de los Tuxtlas, sur la pente nord du volcan El Vigia près de Santiago Tuxtla,. Sa localisation initiale n'est pas un site archéologique majeur et il est probable que la tête a soit été abandonnée à sa source, soit pendant son transport.

## Collections

### Collections
Les dix-sept têtes colossales connues restent au Mexique. Deux têtes de San Lorenzo sont en exposition permanente au musée national d'anthropologie de Mexico ; sept autres sont exposées au musée d'anthropologie de Xalapa, cinq dans la salle 1, une dans la salle 2, la dernière dans le patio 1. La dernière tête de San Lorenzo est située au musée communautaire de San Lorenzo Tenochtitlán près de Texistepec. Les quatre têtes de La Venta sont à Villahermosa, la capitale du Tabasco : trois dans le parc-musée La Venta et une dans le musée d'État de Tabasco. Deux têtes sont visibles sur la place de Santiago Tuxtla : l'une des deux têtes de Tres Zapotes et la tête de La Cobata,. La deuxième tête de Tres Zapotes est exposée au musée communautaire de Tres Zapotes.
Plusieurs têtes colossales ont été prêtées lors d'expositions temporaires à l'étranger : la tête colossale 6 de San Lorenzo au Metropolitan Museum of Art de New York en 1970,, les têtes 4 et 8 de San Lorenzo pour l'exposition Olmec Art of Ancient Mexico de la National Gallery of Art de Washington en 1996. La tête 4 de San Lorenzo est à nouveau prêtée en 2005, cette fois au de Young Museum de San Francisco. Le même musée reçoit les têtes 5 et 9 pour son exposition Olmec: Colossal Masterworks of Ancient Mexico, en 2011,.

### Vandalisme
Le 12 janvier 2009, au moins trois personnes, dont deux Mexicains et un Américain, pénètre dans le parc-musée La Venta de Villahermosa et endommagent près d'une trentaine d'objets archéologiques, dont les quatre têtes colossales de La Venta,. Les vandales sont membres d'une église évangéliques et semblent avoir effectué un rite précolombien supposé, durant lequel du sel, du jus de raisin et de l'huile sont jetés sur les têtes,,. La restauration est estimée à 300 000 pesos et quatre mois. Les trois personnes sont libérés après leur arrestation contre une amende de 330 000 pesos chacun.

### Répliques

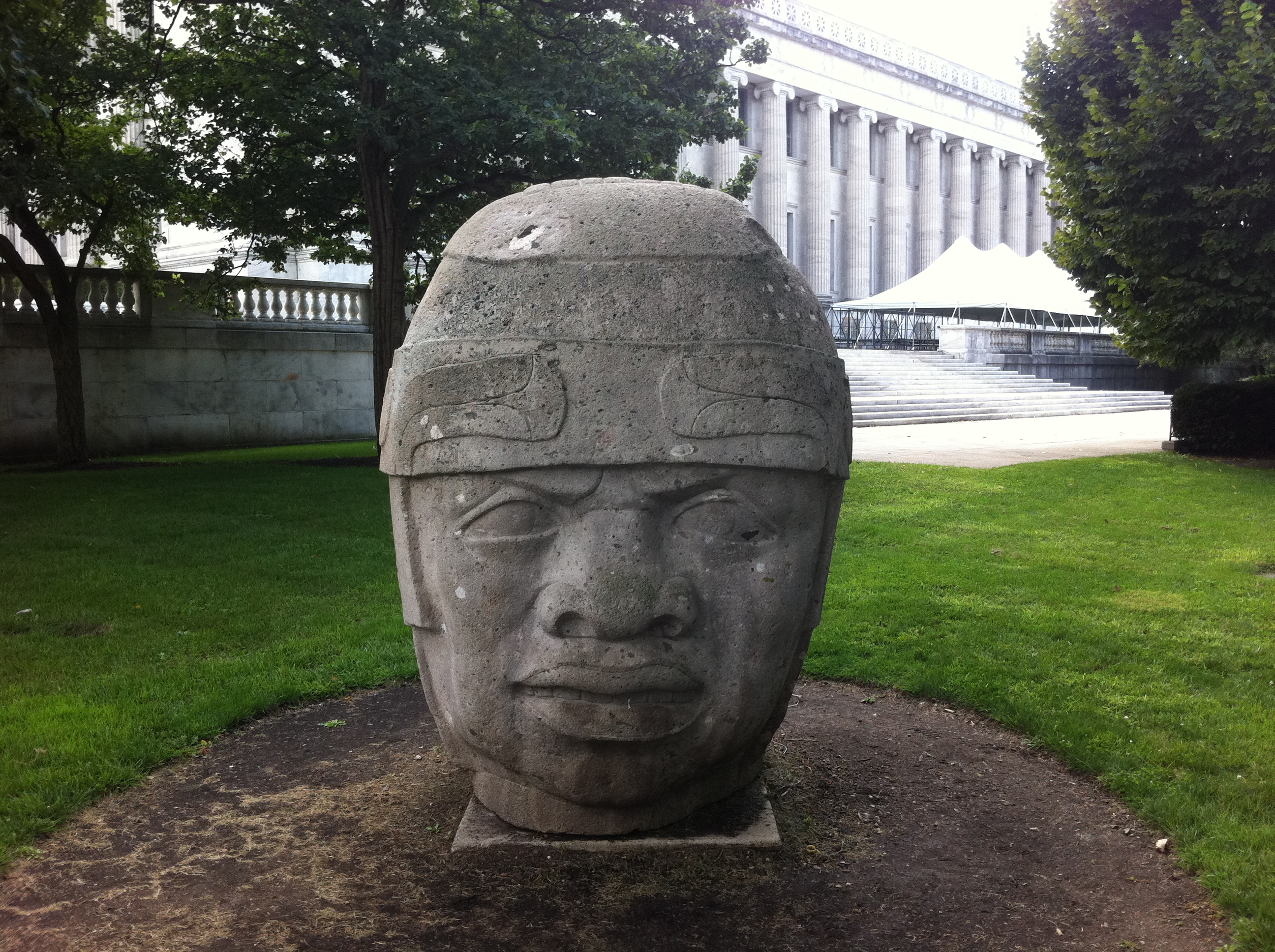
Réplique de la tête colossale 8 de San Lorenzo au musée Field à Chicago.

La majorité des répliques ont été conçues sous la direction de Miguel Alemán Velasco, ancien gouverneur de l'État de Veracruz
- Belgique : le Mexique a fait don d'une réplique en résine à la Belgique. Elle est exposée au parc Tournay-Solvay à Bruxelles.

- États-Unis :
  - Austin, Texas : une réplique de la tête 1 de San Lorenzo est installée dans le Teresa Lozano Long Institute of Latin American Studies de l'Université du Texas en novembre 2008[69].
  - Chicago, Illinois : une réplique de la tâte 8 de San Lorenzo Head 8, réalisée par Ignacio Perez Solano, est placée dans le musée Field en 2000[70].
  - Covina, Californie : une réplique de la tête 5 de San Lorenzo est donnée à Covina en 1989, destinée au parc Jalapa. À la suite de craintes de vandalisme, elle est installée à l'extérieur du poste de police[71]. Elle en est enlevée en 2011, puis placée à Jobe's Glen, parc de Jalapa, en juin 2012[72],[73].
  - McAllen, Texas : réplique de la tête 8 de San Lorenzo Head 8 dans le musée international d'art et de science. La date d'installation n'est pas connue, mais elle est inaugurée par Fidel Herrera Beltrán, alors gouverneur du Veracruz, pendant son mandant entre 2004 et 2010[74].
  - San Francisco, Californie : réplique de la tête 1 de San Lorenzo Head 1 au City College of San Francisco en octobre 2004[68].
  - Washington : réplique de la tête 4 de San Lorenzo, sculptée par Ignacio Perez Solano, placée près de l'entrée du National Museum of Natural History sur Constitution Avenue en octobre 2001[75],[76].
  - West Valley City, Utah : réplique de la tête 8 de San Lorenzo placée au Utah Cultural Celebration Center en mai 2004[77],[78].

- Éthiopie : en février 2010, le secrétaire mexicain des Affaires étrangères annonce que l'Institut national d'anthropologie et d'histoire va faire don d'une réplique à l'Éthiopie, destinée à la place du Mexique à Addis-Abeba[79].